# تجارة الآثار
تجارة الآثار هي تبادل للآثار والتحف الأثرية من جميع أنحاء العالم. قد تكون هذه التجارة غير مشروعة، أو قانونية تمامًا. تلتزم تجارة الآثار القانونية باللوائح الوطنية، مما يسمح باستخراج القطع الأثرية للدراسة العلمية مع الحفاظ على السياق الأثري والأنثروبولوجي.  تنطوي تجارة الآثار غير المشروعة على استخراج غير علمي يتجاهل السياق الأثري والأنثروبولوجي من القطع الأثرية.

## التجارة القانونية
تلتزم التجارة المشروعة في الآثار بقوانين البلدان التي نشأت فيها القطع الأثرية. تحدد هذه القوانين كيف يمكن استخراج الآثار من الأرض والعملية القانونية التي قد تغادر فيها القطع الأثرية البلاد. في العديد من البلدان حُظرت عمليات التنقيب والتصدير دون تراخيص رسمية بالفعل في القرن التاسع عشر، على سبيل المثال في الإمبراطورية العثمانية. وفقًا لقوانين البلدان الأصلية، لا يمكن أن تكون هناك تجارة قانونية بالقطع الأثرية بدون أوراق رسمية، ومع ذلك، لا تزال معظم القوانين الوطنية تلغي هذه اللوائح.

## التجارة غير المشروعة
الآثار غير المشروعة أو غير القانونية هي تلك التي يُعثر عليها في الحفريات غير القانونية أو غير المنظمة، وتُتداول سرًّا تُوفّر تجارة السوق السوداء للآثار غير المشروعة عن طريق النهب وسرقة القطع الفنية. غالبًا ما تكون القطع الأثرية هي تلك التي اُكتشفت في الحفريات الأثرية ثم تُنقل دوليًا من خلال وسيط إلى هواة جمع الآثار والمتاحف وتجار التحف ودور المزادات. كانت تجارة الآثار أكثر حرصًا في السنوات الأخيرة حول تحديد مصدر القطع الأثرية الثقافية.  تشير بعض التقديرات إلى أن حجم المبيعات السنوي يصل إلى مليارات الدولارات الأمريكية.
يعتقد العديد من علماء الآثار ومحامي التراث الثقافي أن الطلب الناتج عن تداول وتسويق وتجميع القطع الأثرية القديمة يتسبب في استمرار نهب وتدمير المواقع الأثرية في جميع أنحاء العالم. القطع الأثرية محمية دوليًا بموجب اتفاقية لاهاي لحماية الممتلكات الثقافية في حالة نشوب نزاع مسلح، ويحظر تداولها بموجب اتفاقية اليونسكو (1970) بشأن وسائل حظر ومنع الاستيراد والتصدير غير المشروعين ونقل ملكية الممتلكات الثقافية.
أمثلة على نهب المواقع الأثرية للسوق السوداء:
- نهب الآثار في العراق
- نهب الآثار في رومانيا
- نهب مايا ستلاي
- النهب الأثري في بيرو[9]

### الاستجابة
تكشف الاتجاهات الأخيرة عن دفع كبير لإعادة القطع الأثرية المستخرجة والمتاجرة بطريقة غير مشروعة في السوق الدولية. وتشمل هذه القطع الأثرية تلك الموجودة في متاحف مثل متحف جيه بول جيتي ومتحف متروبوليتان للفنون. من أجل حل ظاهرة النهب، يتم استخدام المراقبة الجوية - التي تعتمد فعاليتها على القدرة على إجراء عمليات تنقيب منهجية - بشكل متزايد. ومع ذلك، فهو غير عملي في العديد من البلدان بسبب النشاط العسكري والقيود السياسية و / أو مناطق شاسعة وبيئات بيئية صعبة (الصحراء، الغابات المطيرة، إلخ...). في هذه السياقات، يمكن أن توفر تكنولوجيا الفضاء فرصة مناسبة كما في حالة بيرو، حيث في هذا البلد، استخدمت بعثة علمية إيطالية بقيادة نيكولا ماسيني، منذ عام 2008 بيانات أقمار صناعية عالية الدقة لمراقبة ورصد ظاهرة النهب الأثري (huaqueros) في بعض المناطق الأثرية في جنوب وشمال بيرو. 

## قراءة موسعة
- برودي، نيل، أد. 2006. علم الآثار والتراث الثقافي وتجارة الآثار. غينزفيل: جامعة. صحافة فلوريدا.
- دياز أندرو، مارغريتا. 2007. تاريخ عالمي لعلم الآثار في القرن التاسع عشر: القومية والاستعمار والماضي. نيويورك: جامعة أكسفورد. صحافة.
- لا فوليت، لاتيتيا، أد. 2013. ثقافة التفاوض: التراث والملكية والملكية الفكرية. بوسطن: جامعة. من مطبعة ماساتشوستس.
- Kila، Joris D.، and James A. Zeidler، eds. 2013. التراث الثقافي في مرمى النيران: حماية الممتلكات الثقافية أثناء النزاع. بوسطن: إي جيه بريل.
- ماكنزي، سايمون ، وبيني جرين ، محرران. 2009. علم الجريمة وعلم الآثار: دراسات في الآثار المنهوبة. بورتلاند، أوريغون: هارت.
- ميريمان، جون هـ. 2009. التفكير في رخام إلجين: مقالات نقدية عن الملكية الثقافية والفن والقانون. Alphen aan den Rijn، هولندا: Kluwer Law International.
- مايلز، مارغريت م 2010. الفن كنهب: الأصول القديمة للنقاش حول الممتلكات الثقافية . كامبريدج ، المملكة المتحدة: جامعة كامبريدج. صحافة.
- رينفرو، كولين. 2009. النهب والشرعية والملكية: الأزمة الأخلاقية في علم الآثار. لندن: داكورث.
- سودرلاند وهيلاري أ وإيان أ.ليلي. 2015. «اندماج القانون والأخلاق في إدارة التراث الثقافي: القرن الحادي والعشرين يواجه علم الآثار.» مجلة علم الآثار الميداني 40: 508-522.
- فردولجاك، آنا فيليبا. 2006. القانون الدولي والمتاحف وإعادة القطع الثقافية. كامبريدج ، المملكة المتحدة: جامعة كامبريدج. صحافة.

## روابط خارجية
- وزارة الخارجية الأمريكية ، مكتب التعليم والشؤون الثقافية ، مركز التراث الثقافي.
- التراث العالمي لليونسكو في المكتب الاتحادي السويسري للثقافة.
- اتفاقية حماية التراث الثقافي المغمور بالمياه 2001